# Kościół Świętego Józefa Oblubieńca Najświętszej Maryi Panny w Obornikach
Kościół Świętego Józefa Oblubieńca Najświętszej Maryi Panny w Obornikach – rzymskokatolicki kościół parafialny w Obornikach, w województwie wielkopolskim. Należy do dekanatu obornickiego. Mieści się przy ulicy Mickiewicza 2.

## Historia
Kościół został zaprojektowany przez Augusta Menkena i wybudowany został przez  budowniczego Laue w latach 1896-1904 dla obornickich ewangelików. 
W okresie II Rzeczypospolitej kościół był we władaniu parafii należącej do superintendentury Oborniki-Chodzież Ewangelickiego Kościoła Unijnego.
Po II wojnie światowej świątynia była w 35% zniszczona. W 1945 została przejęta przez katolików. W 1948, staraniem księdza Henryka Pankowskiego, po wymaganym remoncie, została przystosowana i poświęcona do kultu katolickiego. Od 1 stycznia 1972 kościół parafialny nowo utworzonej parafii św. Józefa. W 1999 został odbudowany hełm wieży.

## Architektura
Budowla reprezentuje styl neogotycki, posiada jedną nawę z rozbudowaną partią wschodnią, transeptem z emporami i prosto zamkniętym prezbiterium, do którego od strony północnej jest dostawiona zakrystia. Od zachodu mieści się wyniosła wieża z przylegającymi z lewej i prawej strony cylindrycznymi przybudówkami zawierającymi klatki schodowe.
Zachowały się w zabytkowe, neogotyckie witraże z 1910.

## Galeria

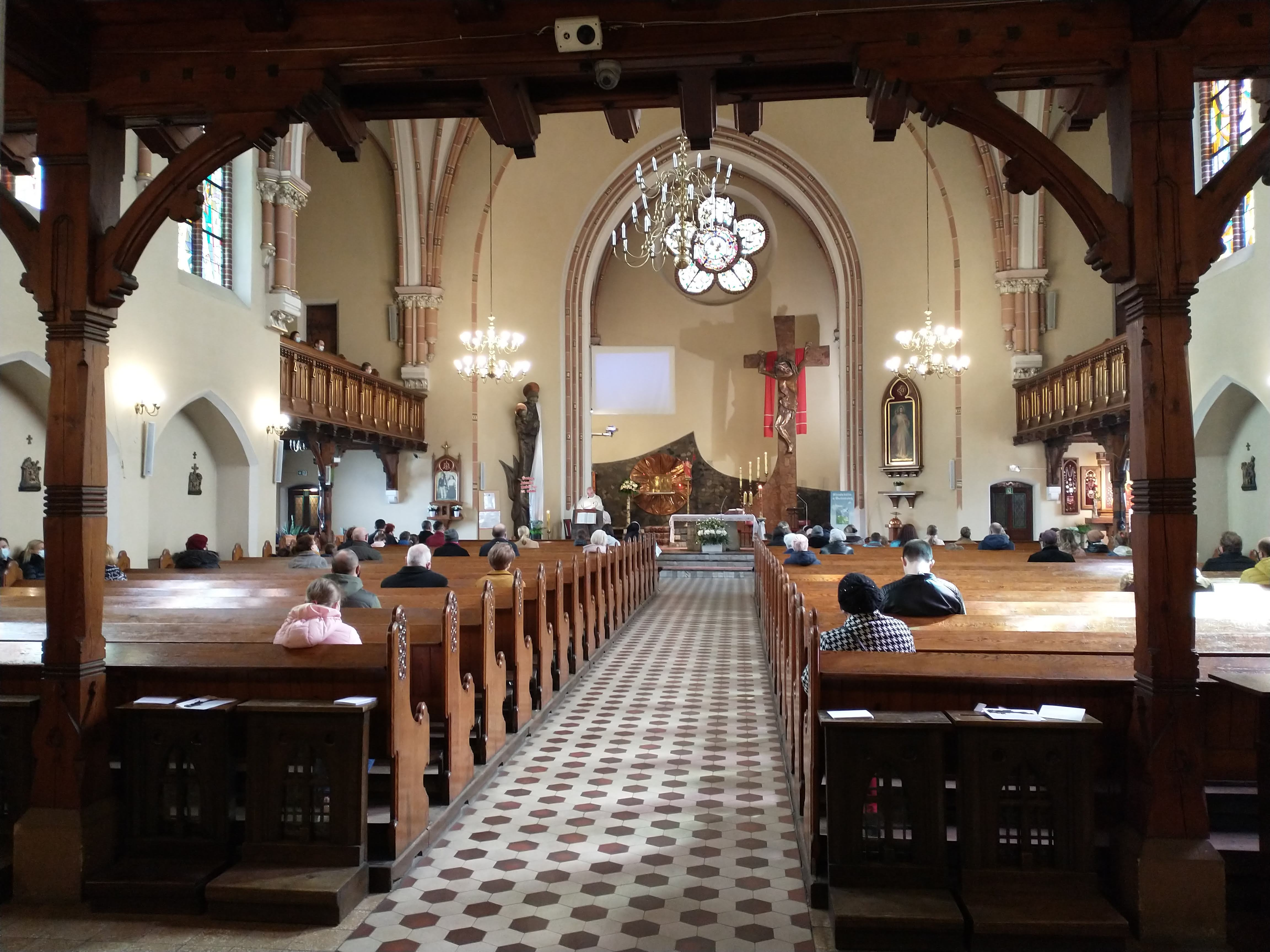
Wnętrze
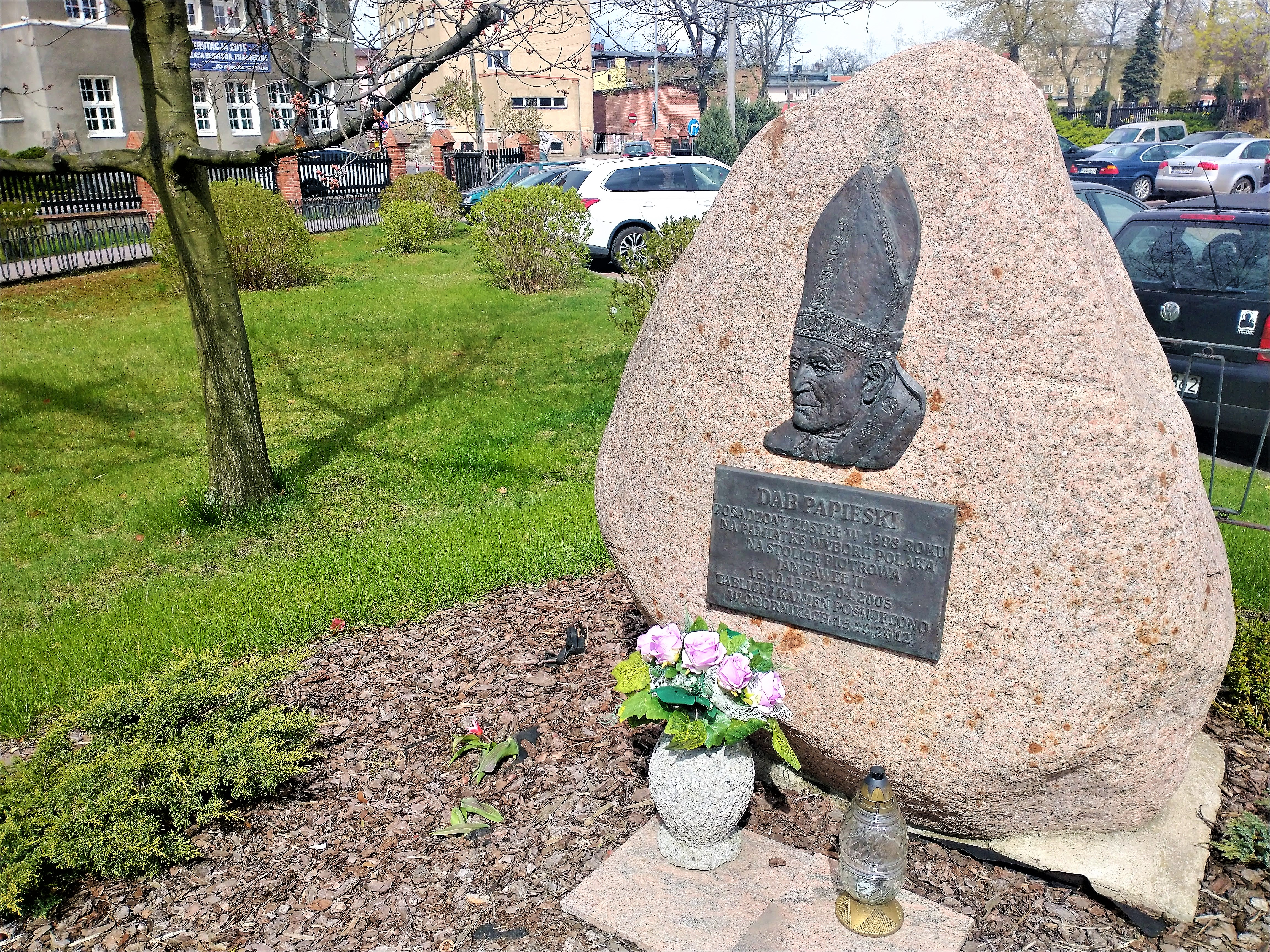
Dąb papieski
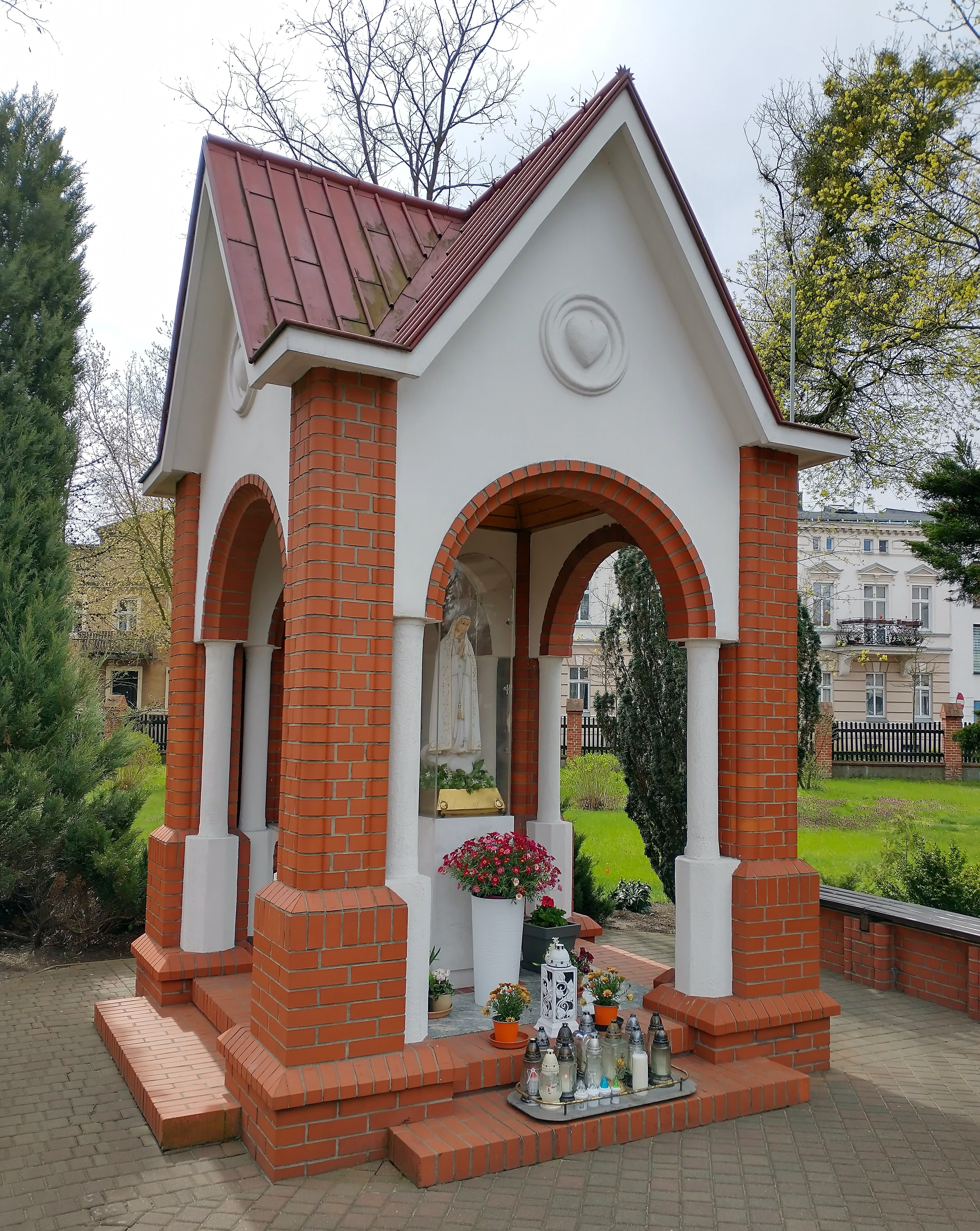
Kaplica fatimska